# Karel Van Poucke

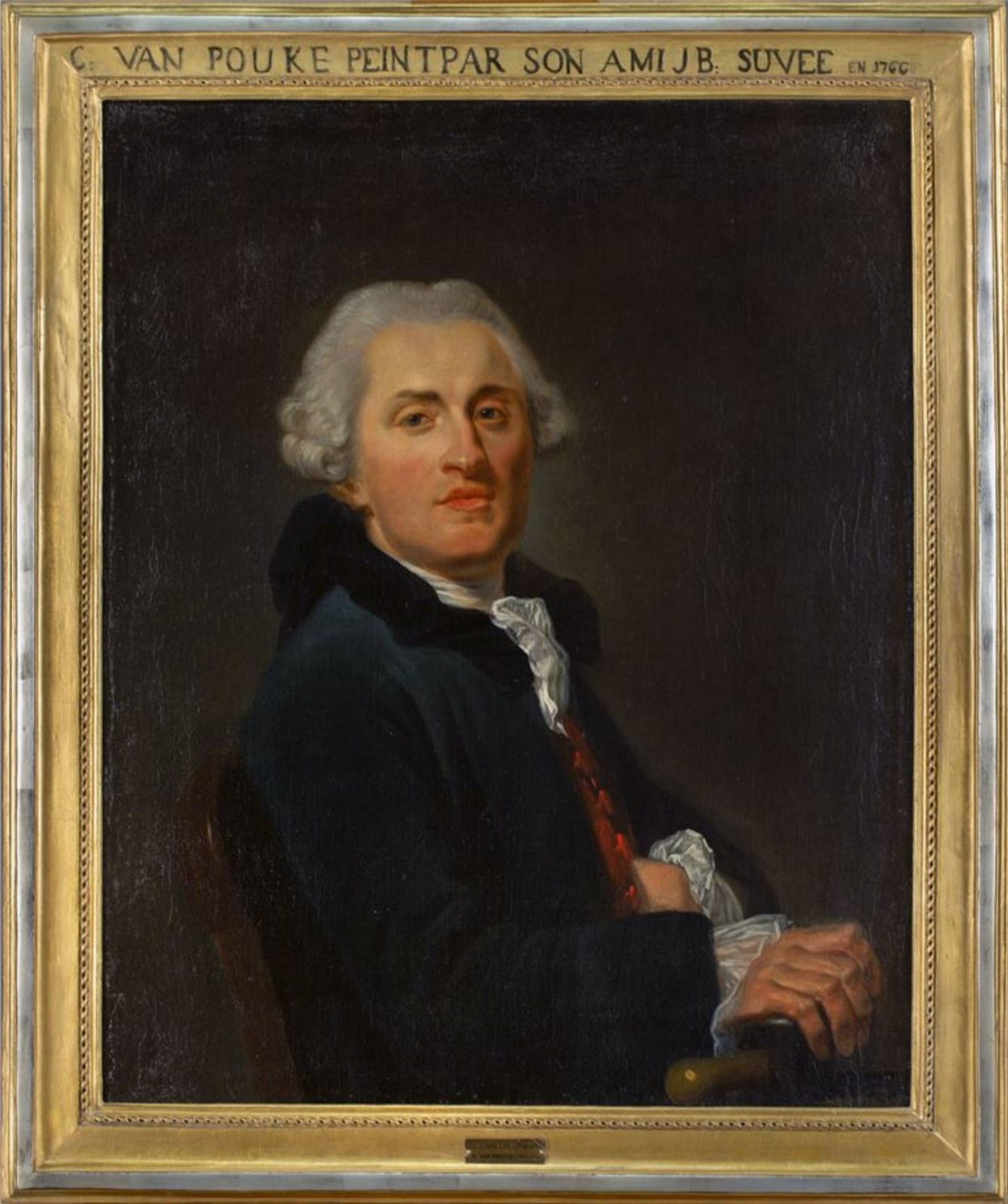
Karel Van Poucke

Karel Van Poucke (Diksmuide, 18 juni 1740 - Gent, 12 november 1809) was een Brugs classicistisch beeldhouwer.

## Levensloop
Karel of Charles-François Van Poucke studeerde aan de Brugse academie, onder meer bij Hendrik Pulinx. In 1763 trok hij naar Parijs en werkte er in de ateliers van Guillaume II Coustou en Jean-Baptiste Pigalle.
In 1768 vestigde hij zich in Rome en in 1774 in Napels. In 1776 genoot hij een feestelijke ontvangst in Brugge en vestigde zich in Gent. Hij kreeg er opdracht voor de beelden van de apostels Petrus en Paulus, die in 1782 in de Sint-Baafskathedraal werden geplaatst. Talrijke opdrachten volgden in Gent, Ieper, Brugge, Mechelen, Manchester, Londen en Lo. 
Hij was redacteur van een Livret du département de l'Escaut (1803). In Gent was hij de medestichter van de Société des Beaux-Arts (1808) en werd hij directeur van de Gentse kunstacademie.
Tot zijn bewaarde werken behoren:
- een gedenkteken in Gent voor de anatoom Jan Palfijn;
- het grafmonument voor de familie Goossens in de Gentse Sint-Michielskerk;
- het beeld van Ceres voor het kasteel van Wannegem;
- de liggende maagd, bewaard in het stadhuis van Diksmuide;
- de bustes van de apostelen Petrus en Paulus, eveneens in de Sint-Niklaaskerk van Diksmuide;
- de dolfijnen op de Oude vismijn (Gent).

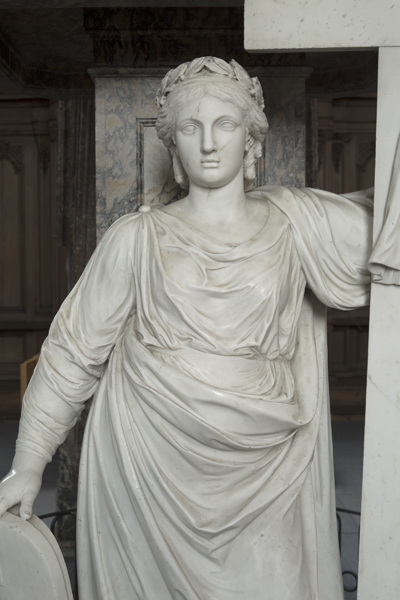
Grafmonument, Sint-Michiel-en-Cornelius-en-Ghislenuskerk
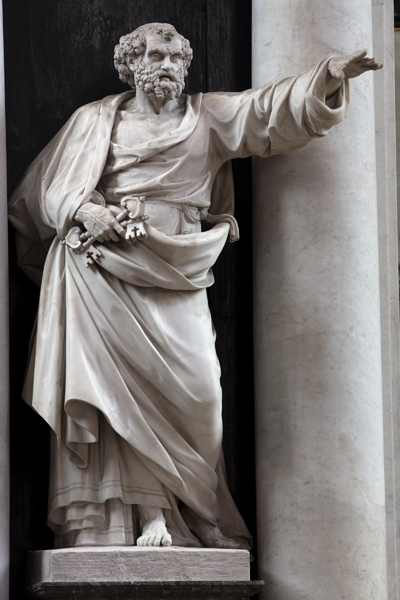
Sint Petrus (Sint-Baafskathedraal, Gent)
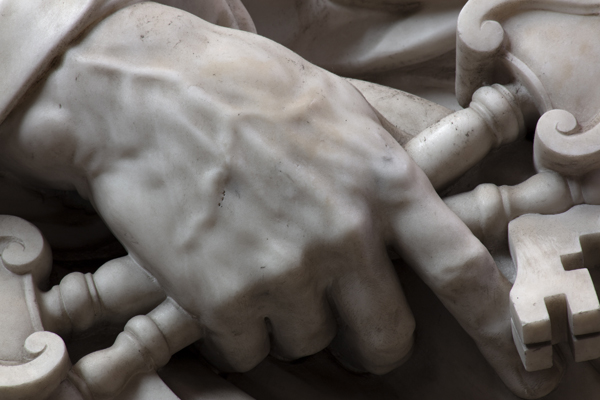
Sint Petrus (detail)
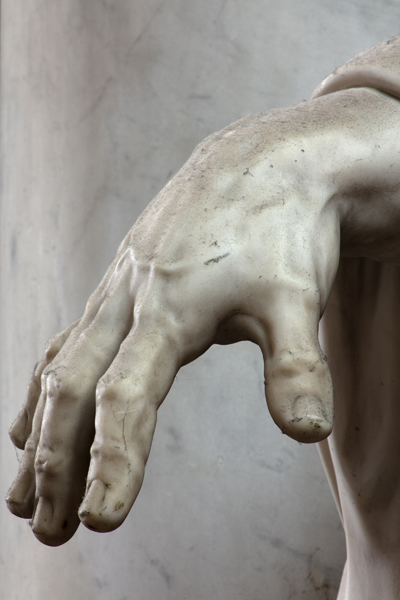
Sint Paulus (detail)
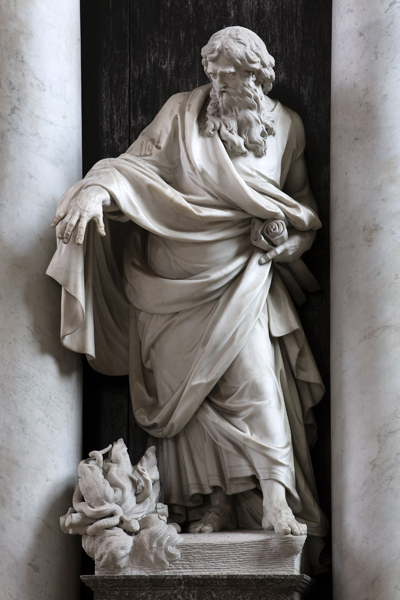
Sint Paulus (Gent)